# Townsend Bell

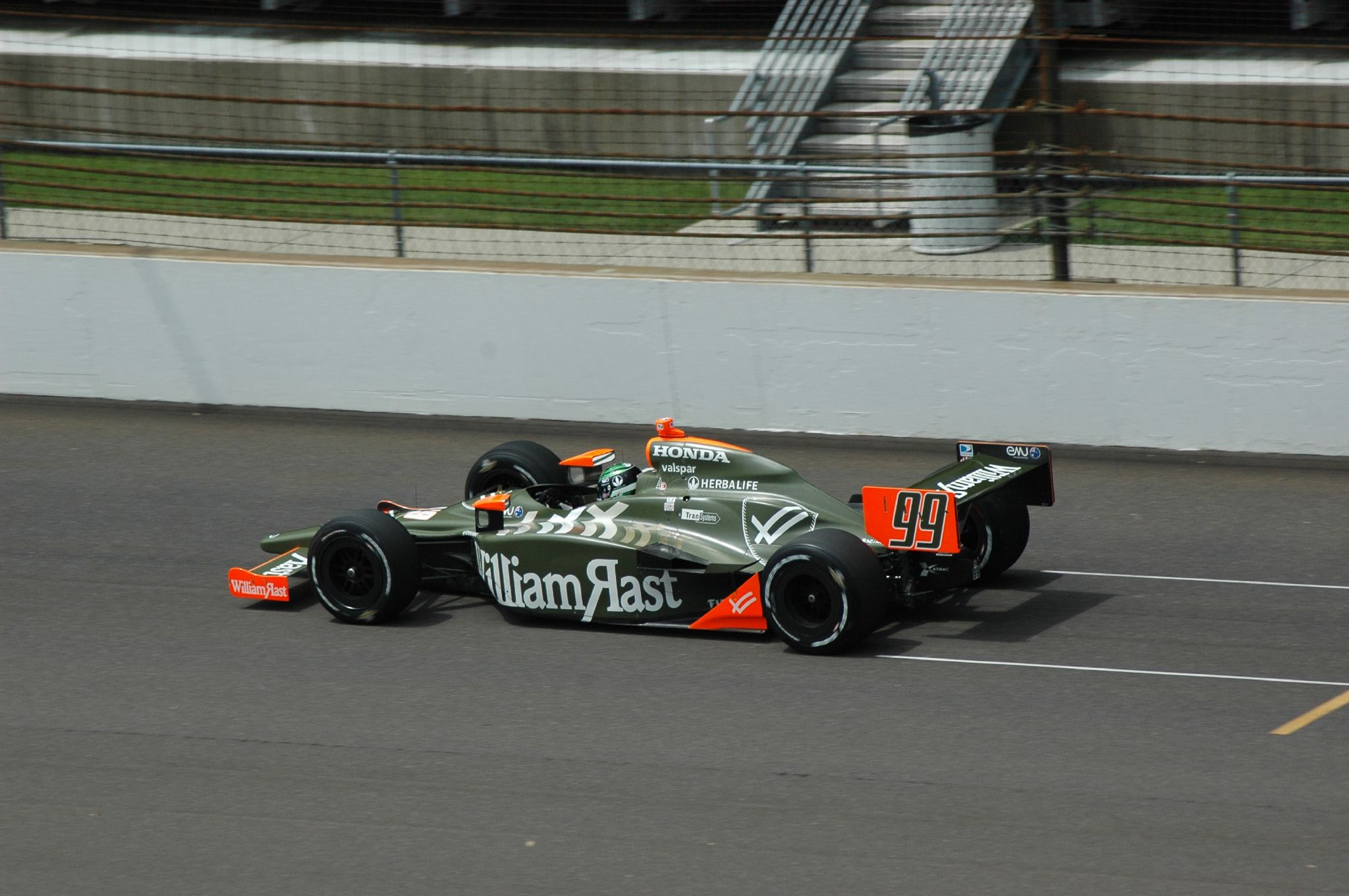
Townsend Bell lors des essais des 500 miles d'Indianapolis 2008.

 Townsend Bell  (né le 19 avril 1975 à San Francisco, États-Unis) est un pilote automobile américain. 

## Biographie
Townsend Bell s'est révélé en 2001 par sa victoire dans le championnat Indy Lights, le dernier organisé sous l'égide du CART. En cours d'année, il fait d'ailleurs ses débuts dans le championnat CART au sein de l'écurie Patrick Racing, pour deux courses qui préfigurent son engagement à temps plein pour la saison 2002. Malgré des résultats corrects, dont notamment une 4e place sur le tracé routier de Portland, il est évincé à mi-saison au profit de l'Espagnol Oriol Servia.
Il tente de relancer sa carrière en 2003 en partant disputer en Europe le championnat international de Formule 3000. Au sein de la puissante écurie Arden, il n'obtient que des résultats mitigés. Tandis que son coéquipier Bjorn Wirdheim accumule les succès et remporte largement le championnat, Townsend Bell doit pour sa part se contenter de la neuvième place finale, avec une troisième place (sur le Hungaroring) comme meilleur résultat. En fin d'année, il fait ses premiers pas en Formule 1 dans le cadre d'essais privés avec l'écurie BAR-Honda, puis Jaguar mais sans suite.
En 2004, Townsend Bell fait son retour aux États-Unis, cette fois dans le championnat IndyCar Series. À mi-saison, il est en effet appelé par l'écurie Panther Racing pour remplacer le Britannique Mark Taylor jusqu'à la fin du championnat. Malgré des résultats encourageants, et notamment une cinquième place sur l'ovale de Nashville, il n'est pas en mesure d'obtenir un volant à temps complet en 2005 et doit se contenter d'une pige chez Panther en remplacement de Tomas Enge, blessé. En 2006, il fait ses débuts à Indianapolis, au sein de l'écurie Vision Racing, mais doit ensuite attendre 2008 pour retrouver l'IndyCar, dans le cadre d'un programme partiel avec le Dreyer & Reinbold Racing.
Il est revenu en 2008 en IndyCar partageant sa voiture avec Milka Duno n'était pas prévue pour la course. Son meilleurs résultat est à Richmond : huitième. À Indianaolis il finit dixième. 
En 2009, Bell signa son meilleurs résultat à l'Indy 500 : partant de la 24e place pour finir 4e. 
En 2012, il partit en American Le Mans Series, roulant sur Lotus Evora GTE chez Alex Job Racing. Il continua dans cette catégorie et gagna sa catégorie aux 24h de Daytona de 2014. 

## Résultats aux500 milesd'Indianapolis
| Année | Châssis | Moteur | Qualification | Résultat | Équipe                       |
| ----- | ------- | ------ | ------------- | -------- | ---------------------------- |
| 2006  | Dallara | Honda  | 15            | 22       | Vision Racing                |
| 2008  | Dallara | Honda  | 12            | 10       | Dreyer & Reinbold Racing     |
| 2009  | Dallara | Honda  | 24            | 4        | KV Racing Technology         |
| 2010  | Dallara | Honda  | 10            | 16       | Sam Schmidt Motorsports      |
| 2011  | Dallara | Honda  | 4             | 26       | Sam Schmidt Motorsports      |
| 2012  | Dallara | Honda  | 20            | 9        | Schmidt–Hamilton Motorsports |